# 伪指刺锚参
伪指刺锚参（学名：Protankyra pseudodigitata）为锚参科刺锚参属的动物。分布于红海、阿拉伯海、孟加拉湾、菲律宾、印度尼西亚以及中国大陆的福建到北部湾沿岸等地，一般穴居于水深12-32米的泥底。该物种的模式产地在菲律宾。